# Horst Janson

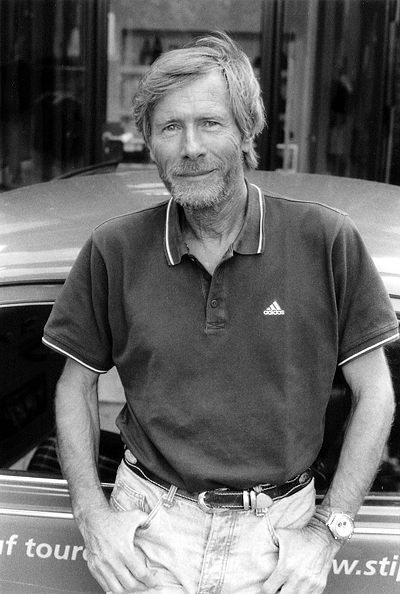
Horst Janson (2003)

Horst Janson (* 4. Oktober 1935 in Mainz-Kastel; † Januar 2025) war ein deutscher Schauspieler.

## Leben
Horst Janson war der Sohn eines Justizbeamten und wuchs zunächst in Mainz, dann in Bad Soden und später in Wiesbaden auf. Als Heranwachsender sammelte er erste Schauspielerfahrungen am Schultheater, wo er unter anderem die Hauptrolle in Franz Grillparzers Der Traum ein Leben spielte. Bereits als Sechzehnjähriger ließ er sich erfolgreich von der Frankfurter Bühnengenossenschaft auf seine Eignung als Schauspieler testen. Im Jahr 1951 nahm er an der Schauspielschule Genzmer professionellen Unterricht. Zur weiteren Ausbildung ging er mittels eines Stipendiums an das Berliner UFA-Nachwuchsstudio.
Janson hatte sein Debüt als professioneller Schauspieler am Staatstheater Wiesbaden in dem Drama Lorenzaccio. Bei den Karl-May-Spielen in Bad Segeberg gab er 1998 den Old Shatterhand und 2001 den Old Firehand. Bei den Süddeutschen Karl-May-Festspielen in Dasing spielte er 2006 den Old Shatterhand in Der Schatz im Silbersee. Von 2007 bis 2009 trat er dort als Old Firehand auf. 2016 war er bei den Bad Hersfelder Festspielen in Dieter Wedels Inszenierung von Arthur Millers Drama Hexenjagd zu sehen. Zum letzten Mal stand er 2022 für die Theaterfassung der Filmkomödie Bis zum Horizont, dann links! von Bernd Böhlich in der Komödie im Bayerischen Hof auf der Bühne.
Sein Filmdebüt gab Janson 1959 als Morten Schwarzkopf in der Verfilmung des Romans Buddenbrooks von Thomas Mann. Einem breiten Publikum wurde er 1968 durch die ARD-Fernsehserie Salto Mortale bekannt, in der er den Trapez-Artisten Sascha Doria spielte. 1970 trat er neben Charles Bronson und Tony Curtis in der englisch-amerikanischen Kinoproduktion Zwei Kerle aus Granit auf. In Erinnerung ist Janson auch durch die Fernsehserie Der Bastian (Drehbuch: Barbara Noack, 1973), in der er die Titelrolle spielte. Zur selben Zeit war er an der Seite von Heidi Brühl in den späten Fortsetzungen der Immenhof-Filme, Die Zwillinge vom Immenhof (1973) und Frühling auf Immenhof (1974), zu sehen. Später wirkte er an einigen englisch-amerikanischen Filmproduktionen mit, unter anderem in Steiner – Das Eiserne Kreuz, 2. Teil an der Seite von Richard Burton und Robert Mitchum und in dem irisch-britischen Kriegsfilm Ausbruch der 28 mit Helmut Griem.
Anfang der 1980er Jahre trat Janson als Horst in der Sesamstraße auf. Daneben gehörte er zum Ermittlerteam der TV-Krimiserie Sonderdezernat K1. In der ARD-Fernsehreihe Unter weißen Segeln spielte Janson 2005/2006 einen Kapitän. Im September und November 2008 war er als Pfarrer Lehmann in der ZDF-Telenovela Wege zum Glück zu sehen. Von Dezember 2008 bis Januar 2009 sowie von April bis Mai 2009 spielte er in der ARD-Telenovela Sturm der Liebe die Rolle des Dr. Paul Wielander. Ebenfalls 2009 spielte Janson den an Demenz erkrankten Jakob in dem Film Eines Tages.
Insgesamt wirkte Janson als Schauspieler zwischen 1959 und 2022 an über 160 Film- und Fernsehproduktionen mit. Laut seiner Website zählte er nach einer Studie der Gesellschaft für Konsumforschung vom Februar 2002 zu den bekanntesten deutschen Schauspielern.
Gelegentlich war Janson auch als Synchronsprecher tätig. Im Jahr 2014 war er Sprecher des Audiobuchs Die Jahrhundertlüge, die nur Insider kennen von Heiko Schrang.
Horst Janson war in erster Ehe von 1973 bis 1976 mit der Schauspielerin Monika Lundi verheiratet. Mit ihr nahm er 1975 die von Michael Kunze produzierte Schallplatte Wir wollen es haben auf, eine deutsche Version des Liedes Having My Baby von Paul Anka. Von 1982 bis zu seinem Tod war Janson in zweiter Ehe mit Helgardt Hella Ruthardt verheiratet, mit der er zwei Töchter bekam. Seine 1984 in München geborene Tochter Sarah-Jane Janson wurde ebenfalls Schauspielerin. Janson lebte mit seiner Familie in Grünwald bei München. Wegen folgenschwerer Fehlspekulationen im Immobiliengeschäft Anfang der 2000er Jahre musste er 2011 Privatinsolvenz anmelden. Im Juni 2024 erlitt Janson einen Schlaganfall, dem zwei Monate später ein weiterer einschließlich Hirnblutung folgte. Infolge eines hierdurch verursachten Sturzes zog er sich eine Fraktur des Handgelenks zu, bei deren Versorgung es zu einer Infektion mit einem Krankenhauskeim kam, von der er sich nicht mehr erholte. Janson starb im Januar 2025 im Alter von 89 Jahren. In manchen Nachrufen wird Grünwald als Sterbeort angegeben, andere nennen die München Klinik Harlaching. Seine Asche wurde in einem Friedwald in der Nähe des Klosters Dietramszell beigesetzt.

## Filmografie (Auswahl)

### Spielfilme
- 1959: Buddenbrooks
- 1960: Der Teufel hat gut lachen
- 1960: … und noch frech dazu!
- 1960: Das Glas Wasser
- 1961: Das Riesenrad
- 1961: Ruf der Wildgänse
- 1962: Das Mädchen und der Staatsanwalt
- 1962: Tunnel 28 (Escape from East Berlin)
- 1965: Spione unter sich[16]
- 1969: Eine Frau sucht Liebe
- 1969: Der Kerl liebt mich – und das soll ich glauben?
- 1970: Ausbruch der 28 (The McKenzie Break)
- 1970: Zwei Kerle aus Granit (You Can’t Win ’Em All)
- 1971: Der Kapitän
- 1971: Hilfe, die Verwandten kommen
- 1971: Zwei wilde Companeros (Viva la muerte… tua!)
- 1971: Das Wiegenlied der Verdammten (Murphy’s War)
- 1972: Providenza! – Mausefalle für zwei schräge Vögel (La vita a volte è molto dura, vero Provvidenza?)
- 1973: Zinksärge für die Goldjungen
- 1973: Crazy – total verrückt
- 1973: Die Zwillinge vom Immenhof
- 1974: Captain Kronos – Vampirjäger (Captain Kronos – Vampire Hunter)
- 1974: Frühling auf Immenhof
- 1974: Ein toter Taucher nimmt kein Gold
- 1975: Brüll den Teufel an (Shout at the Devil)
- 1976: Taxi 4012 (TV)
- 1979: Steiner – Das Eiserne Kreuz, 2. Teil
- 1982: Wie hätten Sie’s denn gern?
- 1984: Danger – Keine Zeit zum Sterben
- 1984: Die Windsor-Papiere – Königsjagd (TV) (To Catch a King)
- 1993: Tierärztin Christine (TV)
- 2001: Liebe, Tod und viele Kalorien (TV)
- 2004: Die Wittelsbacher
- 2008: Totgesagte leben länger
- 2009: Böseckendorf – Die Nacht, in der ein Dorf verschwand (TV)
- 2009: Schlaflos (TV)
- 2009: Eines Tages
- 2011: Flaschendrehen (TV)
- 2012: Fliegen lernen (TV)
- 2021: Das Privileg – Die Auserwählten (TV)

### Fernsehserien und -reihen
- 1964: Sie schreiben mit – Nicht träumen, Marie
- 1965: Sie schreiben mit – Der Besuch
- 1966: Sie schreiben mit – Franziska weiß alles
- 1967: Das Kriminalmuseum – Die rote Maske
- 1968: Sein Traum vom Grand Prix
- 1968: Sie schreiben mit – Dafür gibt’s kein Rezept
- 1967–1969: Landarzt Dr. Brock
- 1969–1972: Salto Mortale (18 Folgen)
- 1970: Sie schreiben mit – Der Job
- 1971: Das Haus am Eaton Place – Eine adäquate Ehe (A Suitable Marriage)
- 1973: Der Bastian (13 Folgen)
- 1974: Hamburg Transit – Eine Sekretärin
- 1974: Härte 10 (6 Folgen)
- 1974: Die großen Detektive
- 1974: Graf Yoster gibt sich die Ehre – Zu hoch hinaus
- 1976: Unter einem Dach – Wanzen
- 1979: Die Protokolle des Herrn M. (13 Folgen)
- 1980–1985: Sesamstraße
- 1981–1982: Sonderdezernat K1 (5 Folgen)
- 1987: Ein Fall für TKKG – Spion auf der Flucht
- 1989–1991: Forsthaus Falkenau
- 1990: Blaues Blut (2 Folgen)
- 1992: Zwei Schlitzohren in Antalya
- 1993: Großstadtrevier – Bodo
- 1993: Rosamunde Pilcher: Stürmische Begegnung
- 1994: Wildbach – Auf Leben und Tod
- 1995: Ein Fall für zwei – Eine offene Rechnung
- 1997: Singles – Besuch aus dem Süden
- 1997: Hallo, Onkel Doc! – Manege frei
- 1997: Küstenwache – Der Lockvogel
- 1999: Die Strandclique – Schlaflos in St. Peter
- 1999: Marienhof
- 2001: Die Wache – Mitten ins Herz
- 2004: In aller Freundschaft – Allein gegen alle
- 2005: Inga Lindström – Der Weg zu dir
- 2005–2006: Unter weißen Segeln
  - 2005: Abschiedsvorstellung
  - 2005: Odyssee der Herzen
  - 2006: Frühlingsgefühle
  - 2006: Träume am Horizont
- 2006: Das Traumhotel – Seychellen
- 2006: Die Rosenheim-Cops – Auf Eis gelegt
- 2006: SOKO 5113 – Schwarze Sonne
- 2006: SOKO Rhein-Main – Pretty Woman
- 2007: SOKO Köln – Bremsversagen
- 2007: Die Märchenstunde – Dornröschen – Ab durch die Hecke!
- 2008: Wege zum Glück (2 Folgen)
- 2008: Unser Mann im Süden – Ausgetrickst
- 2008–2009: Sturm der Liebe
- 2009: Um Himmels Willen (2 Folgen)
- 2010: In aller Freundschaft – Geständnisse
- 2012: Der letzte Bulle – Ohne Moos nix los
- 2013: Die Pfefferkörner – Der verschwundene Engel
- 2013: Tatort: Borowski und der Engel
- 2014: Familie Dr. Kleist – Die Sache mit der Liebe
- 2014: Großstadtrevier – Teufelsbrück
- 2016: Der Staatsanwalt – Rheingau blutrot
- 2017: SOKO München – Die Schuld der Väter
- 2018: In aller Freundschaft – Unverblümt

## Theater (Auswahl)
- 2002: Warum nicht… (von Murray Schisgal, Komödie am Kurfürstendamm)[17]
- 2016: Hexenjagd (Inszenierung: Dieter Wedel, Bad Hersfelder Festspiele)[18]
- 2019: Kerle im Herbst (von Katrin Wiegand, Komödie Winterhuder Fährhaus)[19]
- 2022: Bis zum Horizont, dann links! (Regie: Ute Willing, Komödie im Bayerischen Hof)[20]

## Auszeichnungen
- 1973: Preis der Zeitung Sunday Mail als bester Schauspieler in dem englischen Fernsehspiel The Best of Enemies[21] von Christopher Fry
- 1973: Goldener Otto der BRAVO
- 1974: Bambi
- 2019: Ehrendarstellerpreis des Eat My Shorts – Hagener Kurzfilmfestivals